# Ronny Claes
Ronny Claes (Stolberg, 10 ottobre 1957) è un ex ciclista su strada e pistard belga.
Professionista dal 1979 al 1984, ha vinto una tappa al Giro dei Paesi Baschi e una al Giro di Romandia.

## Carriera
Atleta specializzato nelle corse di un giorno, tra i dilettanti fu campione olimpico a Monaco di Baviera 1972.
Fu anche terzo nell'estenuante Liegi-Bastogne-Liegi vinta da Bernard Hinault (unica volta in 50 anni in cui si superarono le 7 ore). Prima di ritirarsi dal Tour de France nella 18ª tappa, ha conquistato il secondo posto nella 3ª tappa. fu inoltre quarto al Trofeo Baracchi del 1981, in coppia con Theo de Rooij. Questi buoni inizi non sono stati confermati in seguito e i suoi risultati sono diminuiti dal 1982 in poi. Ha concluso la sua carriera nel marzo 1984.

## Palmarès

### Strada
- 1979

7ª tappa Tour de Yougoslavie
- 1980

3ª tappa Giro di Romandia
- 1ª tappa Giro dei Paesi Baschi

#### Altri successi
- 1974
- 1981

Hendrik-Ido-Ambacht (Criterium)
Ossendrecht (Criterium)

## Piazzamenti

### Grandi Giri
- Tour de France

1980: ritirato
1981: 40º
1983: ritirato
- Giro d'Italia

1980: ritirato
- Vuelta a España

1982: ritirato

### Classiche monumento
- Milano-Sanremo

1983: 47º
- Giro delle Fiandre

1982: 53º
- Liegi-Bastogne-Liegi

1980: 3º

### Competizioni mondiali
- Campionati del mondo su strada

Valkenburg 1979 - In linea: ritirato
Sallanches 1980 - In linea: ritirato
Praga 1981 - In linea: ritirato
Goodwood 1982 - In linea: ritirato
- Giochi olimpici

Montréal 1976  - Cronosquadre: ritirato

## Riconoscimenti
- Caccivio d'oro nel 2006